# Will Eisner: Profissão Cartunista
Will Eisner: Profissão Cartunista é um documentário dirigido por Marisa Furtado e coproduzido pela TV Senac. O filme fala sobre a vida e a obra do quadrinista Will Eisner e é dividido em três partes: Spirit (sobre o mais famoso personagem de Eisner), O Sonho (sobre como começou sua carreira) e Master Class (com o artista ensinando suas técnicas). O documentário foi lançado pela primeira vez em 1999 na TV Senac e, posteriormente, foi exibido em mais de 40 países. Em 2000, o filme ganhou o Troféu HQ Mix de "melhor produção para outras linguagens". O documentário deu origem a uma série de mesmo nome exibida pela TV Brasil com episódios dedicados a Jerry Robinson, Henfil e Ziraldo, além de exibir os episódios dedicadas a Will Eisner. Em 2011, o documentário foi lançado em DVD.